# Wojna z Banokami
Wojna z Bannokami – konflikt zbrojny pomiędzy armią USA, lokalnymi milicjami i cywilnymi ochotnikami a plemieniem Bannoków wspieranym przez Pajutów. Miał miejsce w roku 1878 na terytorium Idaho, Oregonu oraz fragmentach Wyoming i Montany.

## Wstęp
W roku 1877, lud Bannoków (ang. Bannock) liczył około 600 członków zamieszkałych w Ross Fork Agency nad Upper Snake River w południowo-wschodnim Idaho. 150 mil na północ, kolejnych kilkuset Bannoków dzieliło rezerwat Lemhi wraz z Szoszonami i Turakinami (Szoszoni Zachodni). Bannokowie żyli pokojowo w rezerwacie od traktatu z białymi w roku 1868 (wcześniej w 1863 byli obiektem masakry nad Bear River w której zginęło kilkaset osób). Jednakże presja powodowana przez białych osadników osiedlających się na przeznaczonych dla nich ziemiach wywołała zarzewie konfliktu. Było to wywołane błędną interpretacją słowa „Camas”, które w traktacie z Bannokami zapisano jako „Kansas” (chodziło o prerię Camas, która stanowiła dla Bannoków ważne źródło pożywienia). Coraz ciężej było też o żywność, gdyż zwierzyny było mniej niż kiedykolwiek wcześniej, zaś obiecane rządowe przydziały żywności były niewystarczające. Dodatkowo nadeszły też wieści o powstaniu Nez Percé. Kombinacja tych wszystkich przyczyn wywołała ostatecznie wybuch zakończony wojną z rządem USA.

## Wybuch
W Ross Fork Agency napięcie stopniowo rosło. W sierpniu 1877 dwóch białych zostało zranionych przez Bannoków, zaś w listopadzie Bannokowie zamordowali innego białego. Plemię odmówiło wydania podejrzanych, w odpowiedzi na co, pułkownik John Smith aresztował 53 wojowników oraz skonfiskował ich broń i konie. Zimą nastroje po obu stronach były gorące ale do wybuchu nie doszło. Jeszcze 18 maja wódz Bannoków Bizoni Róg (Buffalo Horn) złożył przyjacielską wizytę w stolicy Idaho – Boise, lecz już kilka dni później wszystko się zmieniło. Bannokowie, Pajutowie i Szoszoni wybrali się na zbiór jadalnych korzeni na prerię Camas – ich tradycyjne miejsce kopania korzeni. Kiedy przybyli na miejsce, okazało się, że większość korzeni została zjedzona przez świnie białych, co bardzo rozgniewało Indian. 30 maja kilku młodych wojowników Bannoków odkryło na terenie Prerii Camas grupę 3 białych mężczyzn wypasających tam konie i bydło. Wojownicy zaatakowali ich i zabili dwóch białych. Po tym wydarzeniu niektórzy Indianie powrócili do rezerwatu, jednak reszta pod przewodnictwem Bizoniego Rogu i wodza Pajutów Egana zdecydowała o rozpoczęciu ofensywy w celu wyrzucenia białych. Łącznie było to około 200 wojowników. Na wieść o tym wydarzeniu dowódca wojskowy departamentu Kolumbii – generał Oliver O. Howard nakazał pokonanie i schwytanie niebezpiecznych Bannoków.
Bannokowie ruszyli poprzez południowe Idaho. Po drodze zabili co najmniej 6 białych osadników, spalili karawanę wozów i zatopili prom przy Glenn’s Ferry. Wśród białych wybuchła panika. Część schroniła się w ufortyfikowanych miejscach, inni rzucili się do ucieczki. Miejscowości Pendleton, Heppner, Umatilla, Wallula, Weston, Milton i Walla Walla zapełniły się uciekinierami z terenu objętego powstaniem.

## Starcie koło South Mountain
W tym czasie w Silver City zorganizowano 26-osobową kompanię ochotników pod dowództwem kapitana J. B. Harpera. 8 czerwca ochotnicy wzmocnieni kilkoma Pajutami odkryli obóz Bizoniego Rogu koło South Mountain – małego obozu górniczego położonego ok. 20 mil na południe od Silver City. Bannokowie (około 50 wojowników) zajęli dobre pozycje obronne. Mimo to Harper zaatakował. Stracił 2 zabitych i 3 rannych, lecz w trakcie walki zginął Buffalo Horn. Trafionych zostało też kilku innych Bannoków. Teraz, bez przywódcy – Indianie wycofali się. Ruszyli na zachód – w kierunku Stevens Mountain w Oregonie. Tam zostali wzmocnieni przez wojowników plemion Pajute, Oyote i Egan, którzy zbiegli z rezerwatów. Liczba wojowników wzrosła w ten sposób do około 450–500, zaś całość grupy (z kobietami, i dziećmi) do ok. 2000. Indianie obozowali w wielkim obozie złożonym z 327 tipi.
Odpowiedzią armii była mobilizacja i koncentracja trzech pułków: 1. Pułku Kawalerii, 21. Pułku Piechoty i 4. Artylerii. Zanim jednak wojsko przeszło do ofensywy spróbowano negocjacji. Córka przyjaznego wodza Pajutów, Sarah Winnemucca, została posłana do wrogiego obozu w celu nawiązania rozmów pokojowych. Jednak w obozie zastała ona jedynie masę gwałtownie pobudzonych wojowników, którzy nie mieli zamiaru myśleć o pokoju. Tak więc jej misja spełzła na niczym.

## Bitwa pod Silver Creek
Pod komendą generała Olivera Howarda, armia ruszyła teraz w kierunku Steens Mountain. Indianie zmobilizowani pod wodzą wodza Egana ruszyli do Oregonu - na północny zachód przez pustynię w kierunku Silver Creek. Tam właśnie 23 czerwca zaskoczyły ich oddziały 1 Pułku Kawalerii (szwadrony A,F,G i L – ok. 250 żołnierzy) pod dowództwem kapitana Ruebena Bernarda. Na początku jednak uderzyli wrzeszczący jak opętani zwiadowcy (indiańscy i cywilni ochotnicy) Orlando Rubbinsa. Indianie w pierwszej chwili myśląc, że atakuje ich jakiś większy oddział rzucili się do ucieczki, jednak stwierdziwszy siłę zwiadowców ruszyli do kontrataku. Wódz Egan zaszarżował wprost na Rubbinsa. Pociski Indianina przeorały ubranie białego, lecz nie zrobiły mu krzywdy, ten z kolei odpowiedział strzałem, który zranił wodza w nadgarstek i spowodował jego upadek z konia. Wtedy Rubbins strzelił wodzowi w pierś, jednak udało mu się przeżyć. Główne siły Bernarda przecwałowały przez obóz. Indianie wykorzystali jednak strome urwiska i zajęli na nich silne pozycje obronne, skąd żołnierze nie byli w stanie ich spędzić. Do końca dnia trwała wymiana ognia między obu stronami. Zginęło 3 żołnierzy, zaś 2 zostało rannych. Indianie stracili 5 zabitych i dwóch rannych, wśród których był wódz Egan. Pod osłoną nocy, Indianie wycofali się ukradkiem, jednak obóz był stracony.

## Starcie nad John Day River
Generał Howard kontynuował pościg. Po ucieczce Indianie nadal rabowali okoliczne farmy. Wódz Oytes, który przejął dowództwo po zranieniu Egana postanowił spowolnić marsz ścigającej go kawalerii. W kanionie wiodącym do północnego ramienia rzeki John Day River zastawił on pułapkę. 2 lipca oddział 1 Pułku Kawalerii kapitana Reubena Bernarda wjechały do kanionu. Pierwsze strzały w kierunku awangardy zabiły dwóch żołnierzy i raniły trzech. Bernard szybko zorganizował atak, który odrzucił Bannoków. Zaczęli się oni kierować w kierunku rezerwatu Umatilla sądząc, że zdobędą tam nowych rekrutów.
W tym samym czasie na terenie hrabstwa Umatilla doszło do mordów i starć z białymi osadnikami. W dniach 4–12 lipca zginęło ich 13, zaś 12 zostało rannych. Zginął co najmniej 1 Indianin.

## Bitwa nad Birch Creek
8 lipca zwiadowcy Howarda odkryli, że Indianie umacniają się na obronnych pozycjach na skalistych urwiskach nad Birch Creek koło Pilot Butte. Pod naciskiem żołnierzy wojownicy wycofali się, zatrzymując się na stanowiskach w lasku. Żołnierze obeszli ich flankę i Indianie byli zmuszeni znowu uciec. W walce zginął 1 żołnierz, 4 było rannych. Indianie ruszyli teraz na południe. Myśląc, że Indianie podążyli do rezerwatu Nez Perce w dolinie Walla Walla, Howard ruszył aby przeciąć im drogę. Ale okazało się, że Bannokowie szybko zmienili kierunek marszu na północny i wkrótce dotarli do rezerwatu Umatilla. Mieszkańcy Umatilla zgotowali uciekinierom ciepłe przyjęcie. Jednak niedługo nadeszła wieść, że generał Nelson A. Miles maszeruje na rezerwat z dużymi siłami. Indianie ruszyli więc w góry na wschodzie.

## Potyczka koło Umatilla Agency
13 lipca doszło do siły kapitana Evana Milesa (500 żołnierzy z 1 Pułku Kawalerii, 21 pułku piechoty i  4 pułku artylerii) wkroczyły do rezerwatu. Koło Umatilla Agency doszło do spotkania z grupą ok. 1000 wojowników Oytesa i Umatilla. Jednak gdy doszło do starcia zaatakowali wyłącznie wojownicy Oytesa. Zostali oni łatwo odparci. Wojsko straciło tylko 2 rannych.
15 lipca grupa wojowników z rezerwatu Umatilla przybyła do obozu Bannoków. Udając, że chcą dołączyć do walczących, wywabili wodza Egana i zamordowali go oraz kilka innych osób. Następnie uciekli ze skalpem wodza. W pogoń za buntownikami ruszył też podpułkownik James W. Forsyth. Jednak, teraz bez wodza, koalicja plemion zaczęła się sypać. Pajutowie rozproszyli się po wschodnim Oregonie. Bannokowie ruszyli z powrotem w kierunku Idaho. 20 lipca doszło do ponownego starcia grupy Oytesa i kapitana Bernarda nad północną odnogą John Day River. W krótkim starciu zginął 1 cywil, zaś 1 cywil i 1 żołnierz zostali ranni.

## Starcie koło Clark Forks
Po starciu spod John Day River niektórzy Bannokowie uciekli do Montany. Jednak i tam nadal byli ścigani. 29 sierpnia wysłany przez pułkownika Milesa oddział porucznika W.P. Clarka odkrył grupę Indian koło Index Peak w Wyoming.  4 września pod Clark Forks w Montanie oddziały pułkownika N.A. Milesa zaskoczyły tę grupę Bannoków. W starciu zginął kapitan A.S. Bennett i 1 cywil a dwóch żołnierzy zostało rannych. Bannokowie stracili 14 zabitych zaś 31 dostało się do niewoli.
Ostatni akord wojny nastąpił 12 września nad rzeką Snake w Wyoming. Oddział 30 żołnierzy z kompanii G 5 pułku kawalerii porucznika H.S. Bishopa wraz z kilkoma szoszońskimi zwiadowcami zaskoczył grupę uciekinierów spod Clark Forks. W starciu zginął 1 Indianin, zaś 7 dostało się do niewoli.
Ostatecznie 131 Bannoków poddało się. Zostali oni zatrzymani jako więźniowie w Camp Brown i Forcie Keogh, zanim ostatecznie powrócili do rezerwatu.